# Національний кваліфікаційний іспит (бакалавр)
Національний вступний іспит на кваліфікацію (бакалавр) або NEET (UG), раніше Всеіндійський домедичний тест (AIPMT), є всеіндійським домедичним вступним іспитом для студентів, які бажають здобути бакалаврат медичних (MBBS), стоматологічних ( BDS) та курси AYUSH (BAMS, BUMS, BHMS тощо) в державних та приватних установах Індії, а також для тих, хто має намір отримати первинну медичну кваліфікацію за кордоном. 